# گیرمو آمور
گیرمو آمور مارتینز (اسپانیایی: Guillermo Amor Martínez‎؛ زادهٔ ۴ دسامبر ۱۹۶۷) بازیکن فوتبال پیشین اهل اسپانیا است. او پس از دوران حرفه‌ایش با بارسلونا، در طول ده فصل، چندین جایزه را به دست آورد، او فوتبال را با لیوینگستون در اسکاتلند به پایان رساند. در طی ۱۲ فصل، او مجموعاً ۳۷۵ بازی و ۴۸ گل به ثمر رساند.

## افتخارات

### بازیکن
بارسلونا
- لا لیگا: ۹۱–۱۹۹۰، ۹۲–۱۹۹۱، ۹۳–۱۹۹۲، ۹۴–۱۹۹۳، ۹۸–۱۹۹۷
- کوپا دل ری: ۹۱–۱۹۹۰،[۱] ۹۷–۱۹۹۶،[۲] ۹۸–۱۹۹۷[۳]
- سوپر جام فوتبال اسپانیا: ۱۹۹۱،[۴] ۱۹۹۲،[۵] ۱۹۹۴،[۶] ۱۹۹۶[۷]
- لیگ قهرمانان اروپا: ۹۲–۱۹۹۱[۸]
- جام برندگان جام اروپا: ۸۹–۱۹۸۸،[۹] ۹۷–۱۹۹۶[۱۰]
- سوپرجام اروپا: ۱۹۹۲،[۱۱] ۱۹۹۷[۱۲]

### سرمربی
آدلاید یونایتد
- ای-لیگ پرمیرشیپ: ۱۶–۲۰۱۵
- ای-لیگ چمپیونشیپ: ۲۰۱۶